# Пол Хофман
Пол Хофман (на английски: Paul Hoffman) е английски сценарист и писател на фентъзи.

## Сценарии
- 1998 – The Wisdom of Crocodiles
- 2001 – Superstition

### Самостоятелни романи
- The Wisdom of Crocodiles (2000)
- The Golden Age of Censorship (2007)
- Scorn (2017)

### Серия „Лявата ръка на Бога“ (Left Hand of God)
- The Left Hand of God (2010)
Лявата ръка на Бога, Издателство „Бард“ (2010), прев. Любомир Николов, ISBN 978-954-655-174-0
- The Last Four Things (2011)
Петата погибел, Издателство „Бард“ (2012), прев. Любомир Николов, ISBN 978-954-655-348-5
- The Beating of His Wings (2013)
Плясъкът на крилете му, Издателство „Бард“ (2015), прев. Иван Иванов, ISBN 978-954-655-643-1